# E-kur

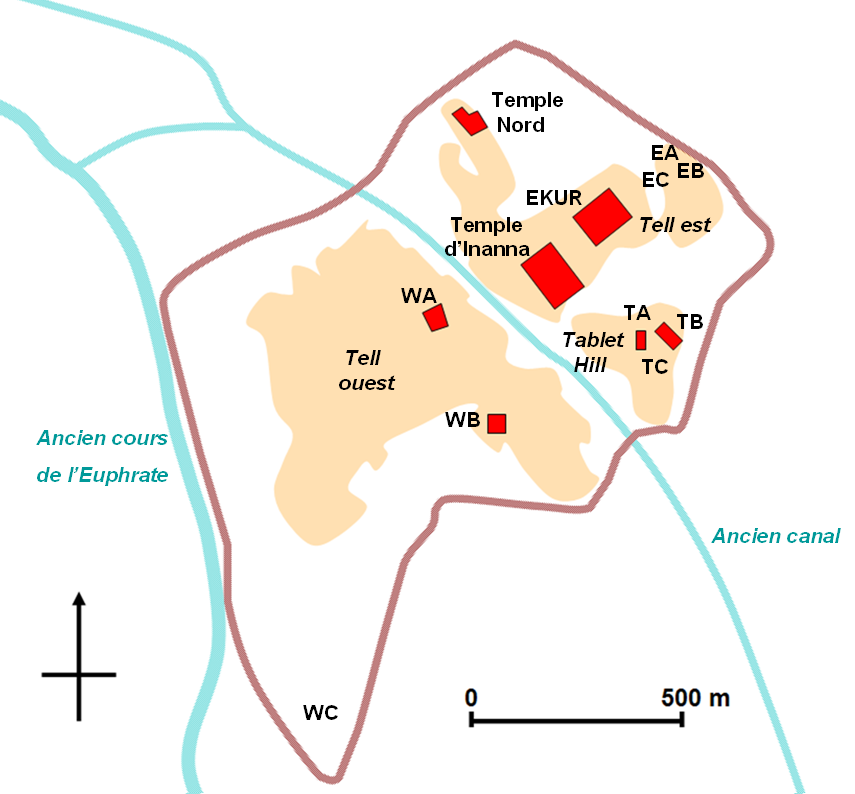
Plan stanowiska archeologicznego kryjącego pozostałości miasta Nippur z zaznaczonym położeniem świątyni E-kur

E-kur (sum. é.kur, tłum. „Dom-Góra”) – nazwa świątyni boga Enlila w mieście Nippur; największe i najważniejsze sanktuarium Sumeru.
Zgodnie z mitem sumeryjskim Ekur było mieszkaniem Enlila od czasów stworzenia. Początki przybytku sięgają prawdopodobnie I połowy IV tysiąclecia p.n.e. Wraz z rosnąca rolą kultu Enlila w wierzeniach Sumerów, świątynia przekształciła się stopniowo z lokalnego centrum kultowego w najważniejsze sanktuarium miast-państw sumeryjskich, a jej wysoka pozycja przetrwała długo po upadku Sumeru. Kapłani E-kur posiadali władzę nadawania tytułu lugala, najwyższego władcy w całym Sumerze. 
Kilkakrotne w swej historii plądrowana, m.in. przez akadyjskiego króla Naram-Sina w II poł. XXIII wieku p.n.e. Ten świętokradczy czyn zdaniem Sumerów miał stać się przyczyną gniewu boga i upadku imperium akadyjskiego. Odbudowana przez Ur-Nammu, sumeryjskiego króla Ur, następnie restaurowana i rozbudowywana przez władców kolejnych państw starożytnej Mezopotamii. Kult Enlila w Nippur przetrwał aż do panowania Arsacydów.
Świątynia E-kur miała formę ziguratu. Trzon budowli wzniesiono z niewypalanej cegły, licując i wzmacniając konstrukcję cegłą wypalaną i asfaltem.
Odkryta w 1851 roku przez brytyjskiego archeologa Austena Henry'ego Layarda.